# Los Ailes, Michoacán de Ocampo
Los Ailes är en ort i Mexiko.   Den ligger i kommunen Senguio och delstaten Michoacán de Ocampo, i den södra delen av landet, 130 km väster om huvudstaden Mexico City. Los Ailes ligger 2 366 meter över havet och antalet invånare är 134.
Terrängen runt Los Ailes är varierad. Runt Los Ailes är det ganska tätbefolkat, med 166 invånare per kvadratkilometer. Närmaste större samhälle är Mineral de Angangueo, 14,4 km söder om Los Ailes. I omgivningarna runt Los Ailes växer i huvudsak blandskog.